# 徳島県立小松島西高等学校
徳島県立小松島西高等学校（とくしまけんりつこまつしまにしこうとうがっこう）は、徳島県小松島市中田町にある県立高等学校である。略称は「松西」。

## 設置学科

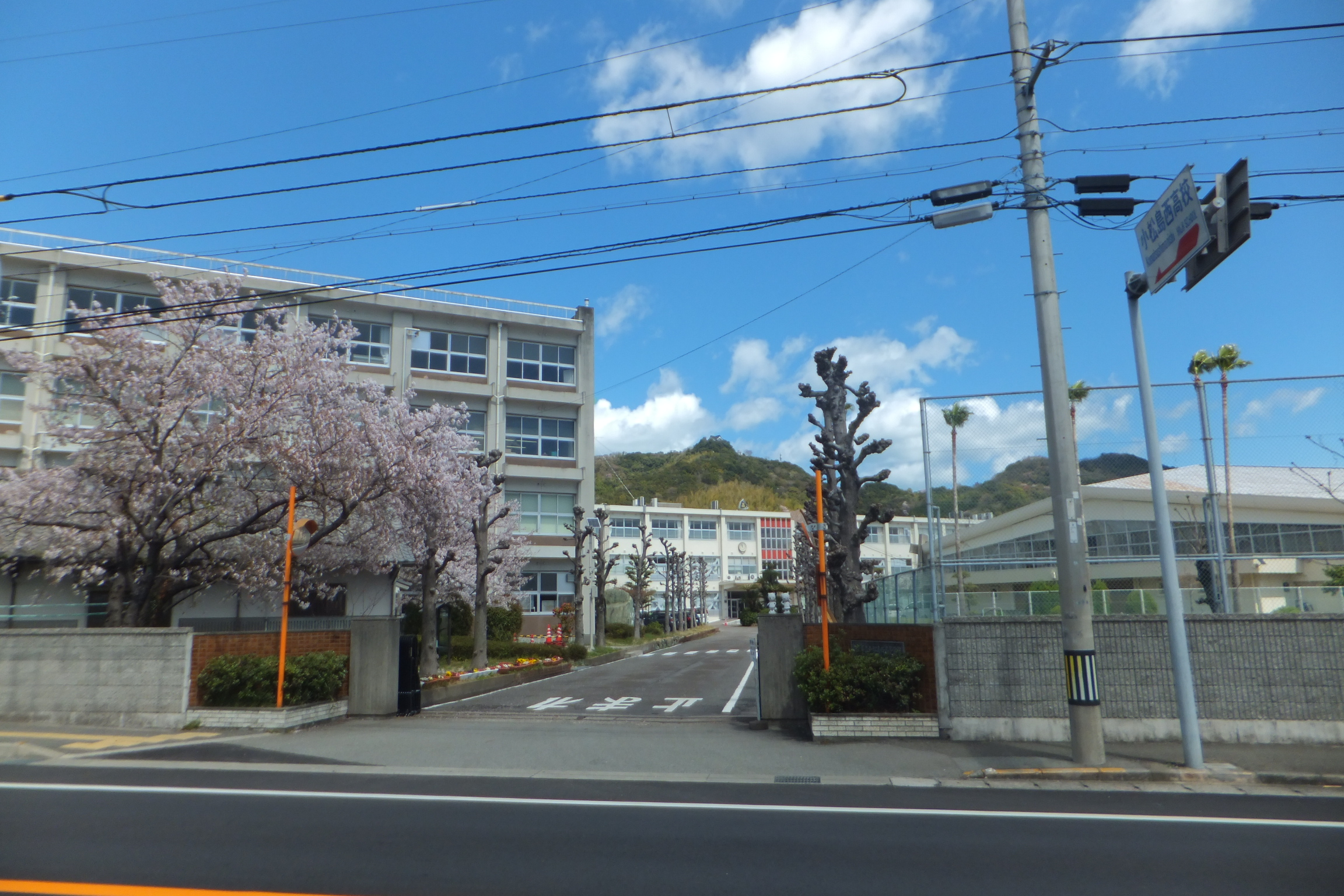
正門

- 商業科
- 食物科
- 生活文化科
- 福祉科

## 沿革

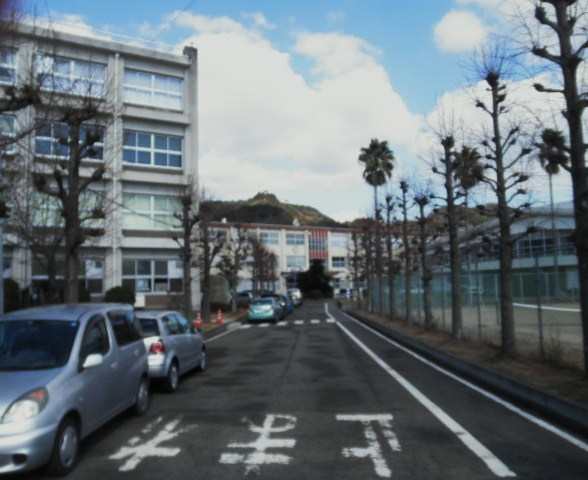
2011年当時の様子

- 1951年04月 - 徳島県中央高等学校（定時制）として発足　昼間部に農業科・家庭科、夜間部に商業科・普通科設置。
- 1956年04月 - 徳島県立小松島西高等学校と校名改称 全日制課程となり、商業科・食物科を設置（定時制課程は募集停止）。
- 1963年04月 - 家庭科を再編成し、家政科設置。
- 1966年12月 - 体育館兼講堂竣工。
- 1967年02月 - 食物科が調理師法による調理師養成施設の許可を取得。
- 1973年04月 - 服飾科設置。
- 1981年02月 - 松籟研修館・弓道場・体育部室落成。
- 1983年03月 - 被服実習棟「藍の館」竣工。
- 1998年04月 - 生活文化科設置 服飾科募集停止。
- 1999年04月 - 福祉科設置。
- 2012年04月1日 - 徳島県立勝浦高等学校と統合し、小松島西高等学校勝浦校になる。[1]

## 教育方針

### 教育目標
- 生徒一人一人の個性や能力を生かす教育を推進するとともに、知・徳・体の調和のとれた人間を育成する
- 自ら進んで心身を錬磨し、誠実で活力ある創造性豊かな人間を育成する
- 人間尊重の精神を基盤として、奉仕と友愛あふれる豊かな心を育み、社会に貢献できる実践力のある人間を育成する
- 人権教育を教育計画の中に明確に位置づけ、学校教育の全領域において積極的に取り組む

## 学校行事
- 4月 - 入学式、対面式、身体測定、新入生テスト
- 5月 - 自然体験活動（1年）、中間テスト
- 7月 - 球技大会、期末テスト
- 8月 - 夏休み、中学生体験入学
- 9月 - 体育祭
- 10月 -　修学旅行（2年）、遠足（1・3年）、中間テスト
- 11月 - 人権週間、はちはち狸まつり、産業交流展、文化祭
- 12月 - 球技大会、期末テスト
- 1月 - 介護福祉士国家試験、3年生卒業テスト
- 2月 - 予餞会
- 3月 - 卒業式、学年末テスト、球技大会、終業式、離任

## 生徒会活動・部活動など

### 部活動
- 体育部 - 弓道、バレー、陸上競技、卓球、硬式野球、バドミントン、テニス、自転車、空手道、バスケットボール
- 野球部の甲子園での戦跡については全国高等学校野球選手権大会 (徳島県勢)及び選抜高等学校野球大会 (徳島県勢)を参照。
- 文化部 - 茶道、ヒューマンサークル、JRC、アートデザイン、吹奏楽、写真、調理、インターアクト、放送、書道、染色・手芸、ワープロ・情報処理、TOKUSHIMA雪花菜工房、漫画研究同好会

## 交通
- JR牟岐線中田駅より徒歩約15分

## 特色
- 2022年11月28日、食用コオロギを手がける県内の企業グリラスから提供を得て、日本で初めてコオロギ粉末を使った学校給食を提供した[2][3][4][5][6]。

## 著名な出身者
- 太田竜馬（競輪選手）
- 大西亮（陸上競技選手）
- 楠本秀雄（元プロ野球選手）
- 西木紳悟（ローラースケート選手）
- 新田芳美（競艇選手、2009年レディースチャンピオン優勝者）
- 根本隆輝（元プロ野球選手）
- 藤原春陽（ガールズケイリン選手）
- 藤原義浩（競輪選手） - 藤原春陽の父親
- 室井竜二（競輪選手）
- 室井健一（競輪選手）